# The One Where Dr. Ramoray Dies
"The One Where Dr. Ramoray Dies" es el décimo octavo episodio de la temporada dos de la serie de televisión cómica Friends.

## Argumento
Joey hace una entrevista con Soap Opera Digest, en dónde afirma que él hace la mayor parte de sus líneas en Days of Our Lives. Los escritores se enteran y, por supuesto, deciden vengarse, matando al personaje de Joey, el Doctor Drake Ramoray, haciendo que se caiga en el hueco de un ascensor. Y, de acuerdo a Joey, no hay manera de que puedan traer de vuelta al personaje: el único doctor quién podía haber salvado al Doctor Ramoray era...el doctor Ramoray.
Chandler se da cuenta de que su compañero de cuarto, Eddie (Adam Goldberg), es más extraño de lo que pensó. Eddie está tan obsesionado con su exnovia, Tilly (Mary Gallagher), que cuando Tilly va al apartamento a dejar un tanque de peces, Eddie acusa a Chandler de acostarse con ella y matar a su pez de colores. Eddie tiene un "nuevo pez de color" que lo nombra Chandler-pero es sólo una galleta de pez de color.
Después de una observación fuera de mano de Phoebe, Richard comienza a preguntarse con cuántos hombres se ha acostado Monica. Esto hace que Ross se pregunte lo mismo sobre Rachel. Richard (Tom Selleck) luego le dice a Monica que la ama. Richard y Ross se quedan esa misma tarde-ambos quieren tener sexo con sus novias, pero Monica y Rachel descubren que sólo hay un condón en el apartamento. Después de un breve forcejeo, Rachel gana el "premio".

## Recepción
"The One Where Dr. Ramoray Dies" fue visto por 30,1 millones de espectadores.
Este episodio constituye la base de un estudio publicado en Pediatrics en "el impacto de la eficacia del preservativo en un episodio de Friends en los adolescentes". Durante una discusión sobre v-chips, el senador de Connecticut Joseph Lieberman, le dijo a la cocreadora de la serie Marta Kauffman que él estaba horrorizado por la escena dónde Mónica y Rachel pelea por el último condón y apagó la televisión. Kauffman desestimó los comentarios de Lieberman porque él no comprendió la escena; los personajes estaban abogando por relaciones sexuales sin riesgo diciendo que quién no tenía el condón no podía tener  sexo.